# John Shelby Spong
Pour les articles homonymes, voir Spong.
John Shelby Spong, né le 16 juin 1931 à Charlotte et mort le 12 septembre 2021 à Richmond,  est un évêque du diocèse épiscopalien de Newark, dans le New Jersey, de l'Église épiscopalienne des États-Unis. Protestant libéral progressiste, théologien, universitaire, critique religieux et écrivain, il appelle à repenser fondamentalement la foi chrétienne, en abandonnant le théisme et la vie après la mort en tant que punition des comportements humains.

## Biographie
John Shelby Spong naît  le 16 juin 1931 à Charlotte, ville de Caroline du Nord. Il fait ses études dans des écoles publiques. Il fréquente l’Université de Caroline du Nord à Chapel Hill, où il devient membre de Phi Beta Kappa et obtient un Bachelor of Arts en 1952. Il suit sa formation théologique au Séminaire théologique de Virginie d'où il sort avec un Master of divinity en 1955.
Il sert ensuite comme pasteur dans différentes paroisses épiscopaliennes en Caroline du Nord et en Virginie et donne aussi des cours dans plusieurs universités, notamment la Harvard Divinity School. Il devient évêque de Newark en 1979, siège qu'il occupe jusqu'en 2000, devenant une des voix les plus éminentes du courant libéral au sein de l'anglicanisme.
Il se retire de son office d'évêque en 2000 mais continue à donner de nombreux conférences aux États-Unis et dans le monde. En 2016, il souffre d'un malaise avant une conférence ce qui le pousse à diminuer ses engagements publics. Il meurt à son domicile le 12 septembre 2021[réf. souhaitée].

## Écrits
L'œuvre de Spong traite de sources bibliques et non-bibliques, et est influencée par l'analyse critique moderne de ces sources. Il est représentatif d'un courant de pensée trouvant ses racines dans l’universalisme médiéval de Pierre Abélard et l’existentialisme de Paul Tillich, qu’il présente comme son théologien favori.
Une idée récurrente chez Spong est que l’interprétation populaire, supposée « littérale », des Écritures chrétiennes ne correspond pas véritablement à la situation des communautés chrétiennes modernes, et qu’une approche plus nuancée des Écritures, permise par l’érudition et la compassion, peut être cohérente à la fois vis-à-vis de la tradition chrétienne et de la compréhension moderne de l'univers.
Il croit, comme son prédécesseur l’évêque John A.T. Robinson, que le théisme a perdu sa crédibilité en tant que conception valide de la nature de Dieu. Il explique qu’il est chrétien parce qu’il croit que Jésus-Christ a exprimé pleinement la présence d’un Dieu de compassion et d’amour désintéressé, et que c’est le sens de la proclamation des premiers chrétiens, « Jésus est seigneur ». Il rejette le caractère historique d'évènements proclamés comme des vérités par certaines doctrines chrétiennes, comme la conception virginale et la résurrection de la chair de Jésus.

## Une nouvelle Réforme
À l'instar de la plupart des théologiens contemporains des Églises chrétiennes "historiques", John Shelby Spong rejette la lecture littérale de la Bible et met en garde contre le danger mortel pour le christianisme des interprétations fondamentalistes des textes bibliques. Dans Né d'une femme, traduit en français en 2015, il prononce une condamnation sans appel du littéralisme : "Un mythe lu de manière littérale est un mythe condamné à mourir. Sa vérité ne peut être sauvegardée. [...] Dans notre monde moderne, le littéralisme n'est rien de moins qu'un ennemi de la foi en Jésus-Christ. C'est un système de croyance construit sur l'ignorance, qui se conduit comme si Dieu, le mystère infini, pouvait être défini avec les mots d'un être humain ou dans les catégories de pensée d'une ère particulière. [...] Le littéralisme c'est prétendre que le savoir est fini et que la connaissance ne peut donc pas avancer dans de nouvelles directions infinies, chaque jour. Le fondamentalisme biblique réduit les options religieuses au niveau d'une proposition relative énoncée à un moment donné, puis l'enrobe d'une certitude qui ne peut être maintenue que par une hystérie défensive ou agressive. Lorsque cette certitude vole en éclats, elle ne laisse à celui qui était fondamentaliste aucune autre option qu'un désespoir sans Dieu."  Dans Dieu fait un rêve (p. 118), Desmond Tutu, ancien archevêque anglican du Cap, dénonce de la même manière le littéralisme qui fait fi du fait que "chacun de ses récits porte la marque du contexte dans lequel il a été rédigé [...] comme si Dieu avait dicté la Bible" alors que "Dieu s'est servi d'êtres humains, tels qu'ils étaient, qui se sont exprimés de la seule manière dont ils pouvaient le faire sur le moment". Et pour le prix Nobel de la Paix 1984 de ne pas opposer foi et vérité scientifique qui font parfaitement bon ménage. 
La position de Spong contre le littéralisme n'est pas par elle-même originale. Elle est largement partagée par les théologiens catholiques romains comme protestants. En revanche, sa critique des dogmes de l'Église s'est faite de plus en plus tranchante dans les années 1990 et 2000, jusqu'à reformuler un nouveau crédo pour le XXIe siècle à travers douze thèses radicalement nouvelles, appelant à une foi renouvelée et vivante. 
Peu attaché aux structures humaines de l'Église, il a réaffirmé avec force la liberté du croyant en Jésus-Christ au sein d'Églises tournées non vers leurs traditions et le passé, mais vers l'avenir qui passe par une nouvelle formulation de la foi.
La théologie de Spong est toutefois devenue au fil des années de plus en plus clivante. Sa démarche critique et appuyée sur la raison est caractéristique de l'anglicanisme, courant du protestantisme qui valorise depuis la fin du XVIe siècle la critique de la Bible et de la Tradition sous le prisme de la Raison (don de Dieu) ; courant qui cultive la diversité de positions internes, affronte les "disputes" théologiques et assume les divisions dès lors que l'on s'accorde sur les questions fondamentales de la foi. À l'inverse de l'uniformité recherchée consciemment ou inconsciemment par la plupart des autres Églises protestantes, l'anglicanisme promeut le respect et la coexistence en son sein de "partis théologiques" a priori antagonistes (high church vs low church, anglo-catholiques vs evangelicals, libéraux vs orthodoxes, partisans de l'ordination des femmes à la prêtrises vs opposants, question de l'homosexualité, etc.). 
John Shelby Spong a incarné à l'extrême l'appel protestant à une réforme permanente de l'Église (principe de l'Ecclesia semper reformanda des réformateurs du XVIe siècle). Certaines de ses positions sont allées très loin, remettant en cause la formulation même des dogmes essentiels de l'Église universelle. Si sa critique stimulante des formulations anciennes de la foi chrétienne est amplement relayée par les théologiens libéraux, représentés en France du côté protestant par le mensuel Evangile et Liberté, ses écrits ont suscité depuis les années 1990 des critiques de plus en acérées de la part de théologiens de tous horizons, y compris anglicans.
L'évêque Spong fut un fervent défenseur du féminisme, des droits des homosexuels et de l'égalité raciale au sein de l'Église comme au sein de la société dans son ensemble,,. À ces fins, il prône une nouvelle Réforme protestante, dans laquelle de nombreuses doctrines de base de la chrétienté devraient être reformulées. Le développement le plus détaillé de ces convictions se situe dans son livre A New Christianity for a New World: Why Traditional Faith Is Dying and How a New Faith Is Being Born. Il expose brièvement ces idées ainsi (traduction de Gilles Castelnau) :

« Luther embrasa la Réforme protestante en clouant à la porte de l'église de Wittenberg en 1517 les 95 Thèses dont il voulait débattre. Je publierai ce défi à la Chrétienté dans The Voice. Je mettrai en ligne mes thèses et en enverrai des copies avec invitation au débat aux leaders chrétiens mondiaux reconnus. Mes thèses sont bien moins nombreuses que celles de Luther, mais elles sont bien plus lourdes sur le plan théologique. Les questions sur lesquelles j'appelle maintenant les chrétiens du monde à débattre sont celles-ci :
1. La conception théiste de Dieu est périmée. Le langage théologique qu'elle induit perd aujourd'hui tout sens. Il faut élaborer une nouvelle façon de parler de Dieu.
2. La compréhension de la personne de Jésus comme incarnation de la divinité théiste doit être également abandonnée. La christologie traditionnelle n'est plus crédible.
3. Le récit biblique d'une création parfaite et achevée, d'où l'humanité est déchue dans le péché, est un mythe pré-darwinien et un non-sens post-darwinien.
4. Interpréter le dogme de la naissance virginale du Christ comme une vérité biologique, rend incompréhensible l'affirmation de sa divinité.
5. Dans notre mentalité post-newtonienne, on ne peut plus interpréter les miracles du Nouveau Testament comme des événements surnaturels accomplis par une divinité incarnée.
6. L'interprétation sacrificielle de la croix expiant les péchés du monde est une idée barbare et primitive provenant d'une compréhension de Dieu qui doit être abandonnée.
7. La Résurrection est un acte de Dieu faisant passer Jésus dans le monde céleste. Il ne s'agit pas d'une réanimation physique prenant place dans le monde humain.
8. Le récit de l'Ascension, qui suppose un univers à trois niveaux, ne peut pas être transposé dans les concepts spatiaux de l'ère post-copernicienne.
9. Il n'existe aucun principe éthique objectif, extérieur à nous, révélé par Dieu et formulé dans une écriture ou sur des tablettes de pierre et qui devrait régler à jamais notre conduite morale.
10. La prière ne peut pas être une série de requêtes adressées à une divinité céleste, pour lui demander d'intervenir de l'extérieur dans notre histoire humaine.
11. La résurrection ne doit pas être une récompense ou entraîner une punition. L'Église ne doit plus chercher à culpabiliser les fidèles.
12. Tous les humains sont à l'image de Dieu, et chacun doit être respecté pour ce qu'il est. C'est pourquoi aucune discrimination n'est admissible selon des critères de race ou d'orientation sexuelle. »

Les travaux de Spong sur l'évolution textuelle du rôle de juif trahissant Jésus attribué à Judas Iscariote dans les Évangiles ont recueilli une attention particulière de la part de chercheurs en sciences sociales s'intéressant aux racines de l'antisémitisme dans le Nouveau Testament.
Il soutient fermement que les détails grandissants donnés sur la trahison de Judas depuis les évangiles synoptiques jusqu'à l'Évangile de Jean sont le résultat d'un embellissement actif de la part des auteurs plus récents comme Marc et la source Q, comme le résultat d'une tension idéologique issue de l'hostilité imprévue et croissante entre Juifs et Chrétiens dans les premiers temps de l'Église.

## Critiques
Les prises de position toujours plus provocatrices de John Shelby Spong ont été accueillies dans les années 1990 et 2000 avec enthousiasme par les théologiens libéraux, avec fraîcheur par les autres. 
Ses principaux détracteurs ont dénoncé sa simplification à outrance de la richesse et de la subtilité intemporelle des formulations de foi et travaux théologiques produits par 2 000 ans de christianisme. Érudit, mais négligeant parfois la portée des textes et formulations anciennes, il a été accusé de simplifier et de caricaturer certaines formulations anciennes de l'Église, faisant un peu rapidement table rase des formulations de foi traditionnelles. On a pu lui reprocher de céder aux effets de mode contemporains, également réducteurs à certains égards, et finalement d'appauvrir l'expression de la foi chrétienne, d'opposer artificiellement vérités de la foi et connaissance scientifique, foi et raison.
Gerald O'Collins, professeur catholique de théologie fondamentale de l'Université pontificale grégorienne de Rome, a affirmé que les travaux de Spong "ne faisaient tout simplement pas partie du monde de l'érudition internationale. Aucun savant sérieux ne se fera avoir par ce livre. [...] Ce qui y est dit à propos d'un passage clé que Saint Paul utilise dans l'Épître aux Galates 1:15f. montre que l'évêque [Spong] a perdu son grec. [Spong défendait sa thèse en se basant sur un mot grec qui n'est pas dans le passage.] [...] [ma] recommandation pour son prochain livre est de laisser de vrais experts l'examiner avant publication."
Rowan Williams, ancien archevêque de Canterbury, écrit une réponse aux 12 points de Spong en 1998, quand il est évêque de Monmouth : « Je ne peux d'aucune manière considérer les thèses de Spong comme représentant un avenir chrétien défendable ou même intéressant. Et je veux savoir si la tradition et les écritures chrétiennes passées lui semblent vraiment creuses et stériles comme le suggère son texte. »[pertinence contestée]

## Publications
- 1973 - Honest Prayer

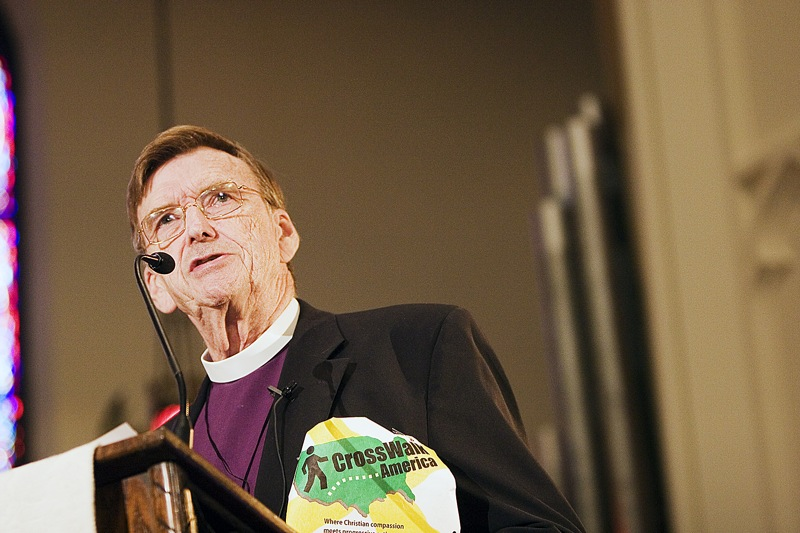
Bishop Spong during CrossWalk America, 2006

- 1974 - This Hebrew Lord,  (ISBN 0-06-067520-9)
- 1975 - Christpower
- 1975 - Dialogue: In Search of Jewish-Christian Understanding,  (ISBN 1-878282-16-6)
- 1976 - Life Approaches Death: A Dialogue on Ethics in Medicine
- 1980 - The Easter Moment,  (ISBN 1-878282-15-8)
- 1983 - Into the Whirlwind: The Future of the Church,  (ISBN 1-878282-13-1)
- 1986 - Beyond Moralism: A Contemporary View of the Ten Commandments (co-authored with Denise G. Haines, Archdeacon),  (ISBN 1-878282-14-X)
- 1987 - Consciousness and Survival: An Interdisciplinary Inquiry into the possibility of Life Beyond Biological Death (edited by John S. Spong, introduction by Claiborne Pell),  (ISBN 0-943951-00-3)
- 1988 - Living in Sin? A Bishop Rethinks Human Sexuality,  (ISBN 0-06-067507-1)
- 1991 - Rescuing the Bible from Fundamentalism: A Bishop Rethinks the Meaning of Scripture,  (ISBN 0-06-067518-7)
- 1992 - Born of a Woman: A Bishop Rethinks the Birth of Jesus,  (ISBN 0-06-067523-3). Traduit en français par Abigaïl Bassac: Né d'une femme. Conception et naissance de Jésus dans les évangiles, Paris, Karthala, 2015.
- 1994 - Resurrection: Myth or Reality? A Bishop's Search for the Origins of Christianity,  (ISBN 0-06-067546-2)
- 1996 - Liberating the Gospels: Reading the Bible with Jewish Eyes,  (ISBN 0-06-067557-8)
- 1999 - Why Christianity Must Change or Die: A Bishop Speaks to Believers In Exile,  (ISBN 0-06-067536-5)
- 2001 - Here I Stand: My Struggle for a Christianity of Integrity, Love and Equality,  (ISBN 0-06-067539-X)
- 2002 - A New Christianity for a New World: Why Traditional Faith Is Dying and How a New Faith Is Being Born,  (ISBN 0-06-067063-0)
- 2005 - The Sins of Scripture: Exposing the Bible's Texts of Hate to Reveal the God of Love,  (ISBN 0-06-076205-5)
- 2007 - Jesus for the Non-Religious,  (ISBN 0-06-076207-1). Traduit en français : Jésus pour le XXIe siècle,  (ISBN 978-2-8111-1075-8)
- 2009 - Eternal Life: A New Vision: Beyond Religion, Beyond Theism, Beyond Heaven and Hell,  (ISBN 0-06-077842-3)
- 2011 – Re-claiming the Bible for a Non-Religious World,  (ISBN 978-0-06-201128-2)
- 2013 – The Fourth Gospel: Tales of a Jewish Mystic,  (ISBN 978-0-06-201130-5)
- 2016 – Biblical Literalism: A Gentile Heresy,  (ISBN 978-0-06-236230-8)
- 2018 – Unbelievable: Why Neither Ancient Creeds Nor the Reformation Can Produce a Living Faith Today,  (ISBN 0-06-264129-8)